# ينغفي إكستروم
ينغفي إكستروم (بالسويدية: Yngve Ekström)‏ هو مهندس معماري ومصمم سويدي، ولد في 16 يونيو 1913 في Hagafors ‏ في السويد، وتوفي في 13 مارس 1988.